# Cookinella flustroides
Cookinella flustroides är en mossdjursart som beskrevs av Jean-Loup d'Hondt 1981. Cookinella flustroides ingår i släktet Cookinella, ordningen Cheilostomatida, klassen Gymnolaemata, fylumet mossdjur och riket djur. Inga underarter finns listade i Catalogue of Life.